# 日本大学生物資源科学部海洋生物資源科学科
日本大学生物資源科学部海洋生物資源科学科（にほんだいがくせいぶつしげんかがくぶかいようせいぶつしげんかがくか）は、日本大学生物資源科学部に設置されている学科。
主に水産学、生物学、海洋学の教育と研究を行う。略称は日大海洋、MSR。

## 概要
日本大学農学部、のち農獣医学部水産学科を前身とする。また2023年度入学者より海洋生物学科に改称される。
「生産・利用科学」、「環境科学」、および「生命科学」の3つを柱として、海洋、淡水域、さらに汽水域の水生生物とその水圏環境を広く研究対象としている。
附属施設として下田臨海実験所を有する。

## 沿革
- 1947年5月 農学部に林学科と水産学科を設置
- 1996年4月 学部を改組により名称を海洋生物資源科学科に改める。
- 2023年4月 新学科体制始動により名称を海洋生物学科に改める。

## 設置研究室

### 現存する研究室
・海洋生物資源利用学研究室
・魚群行動計測学研究室
・生物機能化学研究室
・増殖環境学研究室
・水族生態学研究室
・水圏生物病理学研究室
・海洋環境学研究室
・海洋生物生理学研究室

### 過去に存在した研究室
・ウナギ学研究室

## 関係者
- 山崎充哲 -おさかなポスト創設者
- 杉浦宏 -水族館員
- 皆川哲 -プロ釣り師
- 西山徹 -プロ釣り師